# Ungarische Eishockeyliga 1990/91
Die Saison 1990/91 war die 54. Spielzeit der ungarischen Eishockeyliga, der höchsten ungarischen Eishockeyspielklasse. Meister wurde zum insgesamt 20. Mal in der Vereinsgeschichte Ferencvárosi TC. Der Sziketherm HC Dunaújváros und Újpesti Dózsa SC II stiegen in die 2. Liga ab.

## Modus
Zunächst bestritten die acht Mannschaften eine gemeinsame Hauptrunde, ehe die vier bestplatzierten Mannschaften in der Finalrunde spielten, deren beide Erstplatzierten sich für das Meisterschaftsfinale qualifizierten, während die übrigen vier Mannschaften in einer Abstiegsrunde antraten, deren beide Letztplatzierten in die 2. Liga abstiegen. Die Ergebnisse aus der Hauptrunde wurden in die Final-/ bzw. Abstiegsrunde übernommen. Für einen Sieg erhielt jede Mannschaft zwei Punkte, bei einem Unentschieden gab es einen Punkt und bei einer Niederlage null Punkte.

## Finalrunde
|    | Klub                      | Sp | S  | U | N  | Tore    | Punkte |
| -- | ------------------------- | -- | -- | - | -- | ------- | ------ |
| 1. | Ferencvárosi TC           | 18 | 16 | 1 | 1  | 196:48  | 33     |
| 2. | Jászberényi Lehel SE      | 18 | 14 | 2 | 2  | 138:58  | 30     |
| 3. | Újpesti Dózsa SC          | 18 | 12 | 1 | 5  | 154:75  | 25     |
| 4. | Alba Volán Székesfehérvár | 18 | 7  | 1 | 10 | 103:136 | 15     |

Sp = Spiele, S = Siege, U = unentschieden, N = Niederlagen

## Abstiegsrunde
|    | Klub                      | Sp | S  | U | N  | Tore   | Punkte |
| -- | ------------------------- | -- | -- | - | -- | ------ | ------ |
| 5. | Miskolci HC               | 18 | 10 | 1 | 7  | 102:90 | 21     |
| 6. | Nepstadion NSzE Budapest  | 18 | 5  | 1 | 12 | 83:147 | 11     |
| 7. | Újpesti Dózsa SC II       | 18 | 2  | 1 | 15 | 74:161 | 5      |
| 8. | Sziketherm HK Dunaújváros | 18 | 2  | 0 | 16 | 64:199 | 4      |

## Playoffs

### Spiel um Platz 7
- Újpesti Dózsa SC II – Sziketherm HK Dunaújváros 2:0 (4:3, 5:3)

### Spiel um Platz 5
- Miskolci HC – Nepstadion NSzE Budapest 2:0 (7:3, 8:4)

### Spiel um Platz 3
- Újpesti Dózsa SC – Alba Volán Székesfehérvár 3:0 (6:3, 10:2, 9:3)

### Finale
- Ferencvárosi TC – Jászberényi Lehel SE 4:2 (0:3, 18:3, 3:2, 2:6, 7:2, 3:2)